# 콘차 에스피나역
크루스 델 라요 역(스페인어: Concha Espina)은 마드리드 지하철 9호선의 역이다. 마드리드 차마르틴 구의 프린시페 데 베르가라 거리에서 콘차 에스피나 대로와 카탈루냐 광장이 만나는 지점에 위치해 있다. 요금구역 상으로는 A구역에 속한다.
역명은 스페인의 작가 콘차 에스피나에서 따왔다.

## 역사
1983년 12월 30일 9호선의 북쪽 지선 (아베니다 데 아메리카-플라사 데 카스티야 구간 개통과 함께 문을 열었다. 지선 구간에 속했기 때문에 '9b호선'이라 불렸지만 1986년 2월 24일부터 9호선 본선에 속하게 되었다.

## 환승 정보
역 주변에 시내버스 정류장이 다섯 곳 있다.
버스
- 시내버스
  - 7, 16, 29, 43, 52, 120번 노선 (주간)
  - N1번 노선 (야간)

지하철
| 마드리드 지하철         | 마드리드 지하철       | 마드리드 지하철                 |
| ----------------------- | --------------------- | ------------------------------- |
| 콜롬비아 파코 데 루시아 | 마드리드 지하철 9호선 | 크루스 델 라요 아르간다 델 레이 |